# 防御使
据《事物纪原》和《文献通考》记载，防御使始设于唐圣历元年(公元698年)，是唐末宋初藩镇制度的产物，目的是加强地方军事防御，其本身反映了中国古代大一统王朝对军事防御特殊性的重视。防御使与节度使、两使留后和刺史等一同成为唐朝和宋朝地方军政系统的核心机构，并对中国古代军政体系产生了深远的影响。